# ショーン・シェパード
ショーン・シェパード（Sean Shepherd、1979年 - ）は、アメリカ合衆国のクラシック音楽の作曲家。2027年度武満徹作曲賞の審査員を務めることが決まっている。

## 略歴
1979年にネバダ州に生まれた。最終的にコーネル大学大学院でスティーヴン・スタッキーとロベルト・シエッラに師事し博士号取得。2005年にはタズル・イザン・タジュッディンとルトスワフスキ国際作曲賞の1位を分かち合い（ex-aequo）注目を集めた。
作風はウィリアム・ボルコムやジョアン・タワー、アーロン・ジェイ・カーニスから脈々と続くアメリカン・アカデミズムの枠を一歩も出ない穏健な様式であり、跳躍音程やノイズはほぼ用いられないものの、高度な管弦楽法が認められる。作品はブージーアンドホークスから出版されている。
近年はアメリカ合衆国のみならず、ドイツでも紹介の機会がある。2023年にはシカゴ大学の客員助教授を務めている。

## 主要作品

### 管弦楽
- Blue Blazes (2012年)
- Concerto for Ensemble (2014–15年)
- Desert Garden, (2011年)
- Downtime (2021年)
- Express Abstractionism (2017年)
- Magiya (2013年)
- Melt (2018年)
- Silvery Rills (2011年)
- Songs (2013年)
- Sprout (2021年)
- Tuolumne (2012年)
- Wanderlust (2009年)

### 声楽なしアンサンブルあるいは室内楽
- Aperture in Shift, for violin, cello, and piano (2006年)
- the birds are nervous, the birds are scattered, for clarinet, violin, and piano (2008年)
- Blur, for ensemble (2011年)
- Lumens, for ensemble (2005年)
- Means of Escape, for violin, cello, and clarinet
- Metamorphoses, for ensemble (2004年)
- Octet, for ensemble (2008年)
- Old Instruments, for flute and percussion (2021年)
- Quartet for Oboe and Strings (2011年)
- Quintet, for chamber ensemble (2013年)
- String Quartet No. 1 (2005年)
- String Quartet No. 2 (2015年)
- String Quartet No. 3 (2020年)
- Tiny Bright Big True Real, for oboe, bassoon, and piano (2022年)
- Trio, for piano trio (2012年)
- Twilight, for bassoon and string quartet (2001年)
- Vignette: Four Vinaigrettes, for woodwind quintet (2003/05年)
- Wanderlust – Seagulls on High, for large ensemble (2007年)

### 声楽つきアンサンブルあるいは室内楽
- New Poems – 1907, mezzo-soprano and ensemble (2002–03年)
- Ozymandias, for solo voices SATB, string quartet, and clarinet (2005年)

### 室内楽
- Dust, for violin and piano (2008年)
- Echo, for oboe (2017年)
- familiar, for cello (2022年)
- ribboned/braided/spun, for harp (2014年)
- wideOPENwide, for violin (2016年)

### 室内オーケストラ
- These Particular Circumstances (2009年)

### 合唱
- The Daffodils (2013年)

### ピアノ
- Preludes (2005–06年)

### ソロ楽器とオーケストラ
- On a Clear Day, Cello[5]